# Alexandros Touferis
Alexandros Touferis (græsk Αλέξανδρος Τουφερής – fransk: Alexandre Tuffère) (8. juni 1876 i Athen – 14. marts 1958) var en græsk-fransk sportsudøver som deltog i de første moderne olympiske lege 1896 i Athen og OL 1900 i Paris for Frankrig.
Touferis kom på en andenpladsen i trespring med et hop på 12,70 under OL 1896 i Athen, efter James Connolly fra USA, der vandt med 13,71. Tuffèri deltog også i længdespring, men det er ukendt, hvilken plads han endte på ud af de ni deltagere, han ikke var blandt de fire bedste. 
Fire år senere, under sommer-OL 1900 i Paris, kom Touferis på sjettepladsen i trespring.